# Identitat i Democràcia
|  | Aquest article tracta sobre el grup del Parlament Europeu. Vegeu-ne altres significats a «Partit Identitat i Democràcia». |

Identitat i Democràcia (en francès: Identité et démocratie, en anglès: Identity and Democracy, ID) va ser un grup del Parlament Europeu ultradretà que va néixer el 13 de juny de 2019 en la IX Legislatura del Parlament Europeu. Estava format per partits polítics nacionalistes, populistes de dretes i euroescèptics de deu estats europeus. Era successor del grup Europa de les Nacions i de la Llibertat format durant la VIII Legislatura del Parlament Europeu.

## Història
L'abril de 2019, el Partit Popular Danès i el Partit dels Finlandesos, aleshores membres dels Conservadors i Reformistes Europeus, van anunciar la seva intenció de formar un nou grup amb Alternativa per Alemanya, anteriorment dels grups ECR, ENF i EFDD, i la Lliga d'Itàlia després de les eleccions de 2019. El portaveu d'AfD, Jörg Meuthen, va aparèixer juntament amb el dirigent de la Lliga Nord, Matteo Salvini, per anunciar formalment la formació de la nova coalició política europea amb el Partit dels Finlandesos i el Partit Popular Danès, que prèviament s'anomenava European Alliance for People and Nations.
El 12 de juny de 2019, es va anunciar que el grup seria anomenat Identitat i Democràcia (ID) i inclouria el partit polític italià Lega per Salvini Premier (LSP), el francès Reagrupament Nacional (RN) i l'alemany Alternativa per Alemanya (AdF), i seria el successor del grup Europe of Nations and Freedom (ENF). El Partit dels Finlandesos també va unir-se al grup. L'eurodiputat de la Lliga Marco Zanni va ser anunciat com al president del grup. El grup, que estava format en aquell moment de 73 eurodiputats, va néixer a Brussel·les el 13 de juny de 2019 per la líder de RN Marine Le Pen. Es va expandir per incloure els antics membres del Vlaams Belang i del Partit de la Llibertat d'Àustria, com també el nou partit Llibertat i Democràcia Directa (SPF) de la República Txeca i el Partit Popular Conservador (EKRE) d'Estònia.
Alternativa per Alemanya fou expulsat el 23 de maig de 2024 del grup al Parlament Europeu durant la campanya a les eleccions al Parlament Europeu de 2024 després dels escàndols que van danyar la seva popularitat.
Després de les eleccions al Parlament Europeu, dos partits membres del grup, el FPÖ i el SPD, van anunciar la seva marxa per formar nous grups d'extrema dreta: el primer creant Patriotes per Europa, amb la participació de grans partits com Fidesz o l'ANO, i el segon Europa de les Nacions Sobiranes, que pretén liderar l'AfD. Uns dies més tard, altres partits del grup com el Partit Popular Danès, el Partit per la Llibertat i Interès Flamenc van anunciar l'entrada a Patriotes per Europa. Així, el nou grup absorbia pràcticament la totalitat dels anteriors membres d'Identitat i Democràcia, impossibilitant la seva continuïtat.

## Ideologia
El grup parlamentari considerava entre les seves prioritats protegir el patrimoni cultural europeu i la sobirania de les nacions europees, creant treballs i creixement, incrementant la seguretat, aturant la immigració il·legal, regulant la immigració legal, lluitant contra la burocràcia de la Unió Europea i prevenint el que descrivien com a islamització d'Europa. Identitat i Democràcia s'oposava també a l'annexió de Turquia a la Unió Europea. El grup advocava per una Europa basada en la cooperació i reformes profundes en la Unió Europea cap a una "major transparència i retiment de comptes", però rebutjava una major integració europea, com ara uns Estats Units d'Europa. S'autodefinia com a sobiranista en oposició a "anti-europeu".

## Partits membres

Eurodiputats d'ID (2019-2024). En blau fosc estats membres amb més d'un eurodiputat, en blau clar estats amb un únic representant.

### 9è Parlament europeu
| Estat        | Partit                                                                        | Partit Europeu | Partit Europeu | Eurodiputats |
| ------------ | ----------------------------------------------------------------------------- | -------------- | -------------- | ------------ |
| Àustria      | Partit de la Llibertat d'Àustria Freiheitliche Partei Österreichs (FPÖ)       |                | ID Party       | 3 / 19       |
| Bèlgica      | Interès Flamenc Vlaams Belang (VB)                                            |                | ID Party       | 3 / 21       |
| Txèquia      | Llibertat i democràcia directa Svoboda a přímá demokracie (SPD)               |                | ID Party       | 1 / 21       |
| Dinamarca    | Partit Popular Danès Dansk Folkeparti (DF)                                    |                | Cap            | 1 / 14       |
| Estònia      | Partit Popular Conservador d'Estònia Eesti Konservatiivne Rahvaerakond (EKRE) |                | ID Party       | 1 / 7        |
| França       | Reagrupament Nacional Rassemblement national (RN)                             |                | ID Party       | 18 / 79      |
| Itàlia       | Lega                                                                          |                | ID Party       | 22 / 76      |
| Unió Europea | Total                                                                         | Total          | Total          | 49 / 705     |

### Antics membres
| Estat         | Partit nacional                                                         | Partit Europeu | Partit Europeu | Nou grup | Nou grup                        | Sortida | Eurodiputats |
| ------------- | ----------------------------------------------------------------------- | -------------- | -------------- | -------- | ------------------------------- | ------- | ------------ |
| Finlàndia     | Partit dels Finlandesos Perussuomalaiset                                |                | Cap            |          | ECR                             | 2023    | 2 / 14       |
| Països Baixos | Fòrum per a la Democràcia Forum voor Democratie (FvD)                   |                | Cap            |          | No-Inscrits                     | 2022    | 1 / 29       |
| Països Baixos | Partit per la Llibertat Partij voor de Vrijheid, PVV                    |                | ID Party       |          | PE                              | 2024    | 6 / 31       |
| Alemanya      | Alternativa per Alemanya Alternative für Deutschland (AfD)              |                | ID Party       |          | No-Inscrits                     | 2024    | 9 / 96       |
| Txèquia       | Llibertat i democràcia directa Svoboda a přímá demokracie (SPD)         |                | ID Party       |          | Europa de les Nacions Sobiranes | 2024    | 1 / 21       |
| Àustria       | Partit de la Llibertat d'Àustria Freiheitliche Partei Österreichs (FPÖ) |                | ID Party       |          | PE                              | 2024    | 6 / 19       |
| Portugal      | Chega!                                                                  |                | ID Party       |          | PE                              | 2024    | 2 / 21       |
| Dinamarca     | Partit Popular Danès Dansk Folkeparti                                   |                | Cap            |          | PE                              | 2024    | 1 / 14       |
| Bèlgica       | Interès Flamenc Vlaams Belang (VB)                                      |                | ID Party       |          | PE                              | 2024    | 3 / 21       |
| França        | Reagrupament Nacional Rassemblement national (RN)                       |                | ID Party       |          | PE                              | 2024    | 30 / 81      |
| Itàlia        | Lega                                                                    |                | ID Party       |          | PE                              | 2024    | 8 / 76       |

## Lideratge

### President
| President   | President | Inici               | Final | Estat  | Partit |
| ----------- | --------- | ------------------- | ----- | ------ | ------ |
| Marco Zanni |           | 2 de juliol de 2019 | 2024  | Itàlia | Lega   |